# Bravade

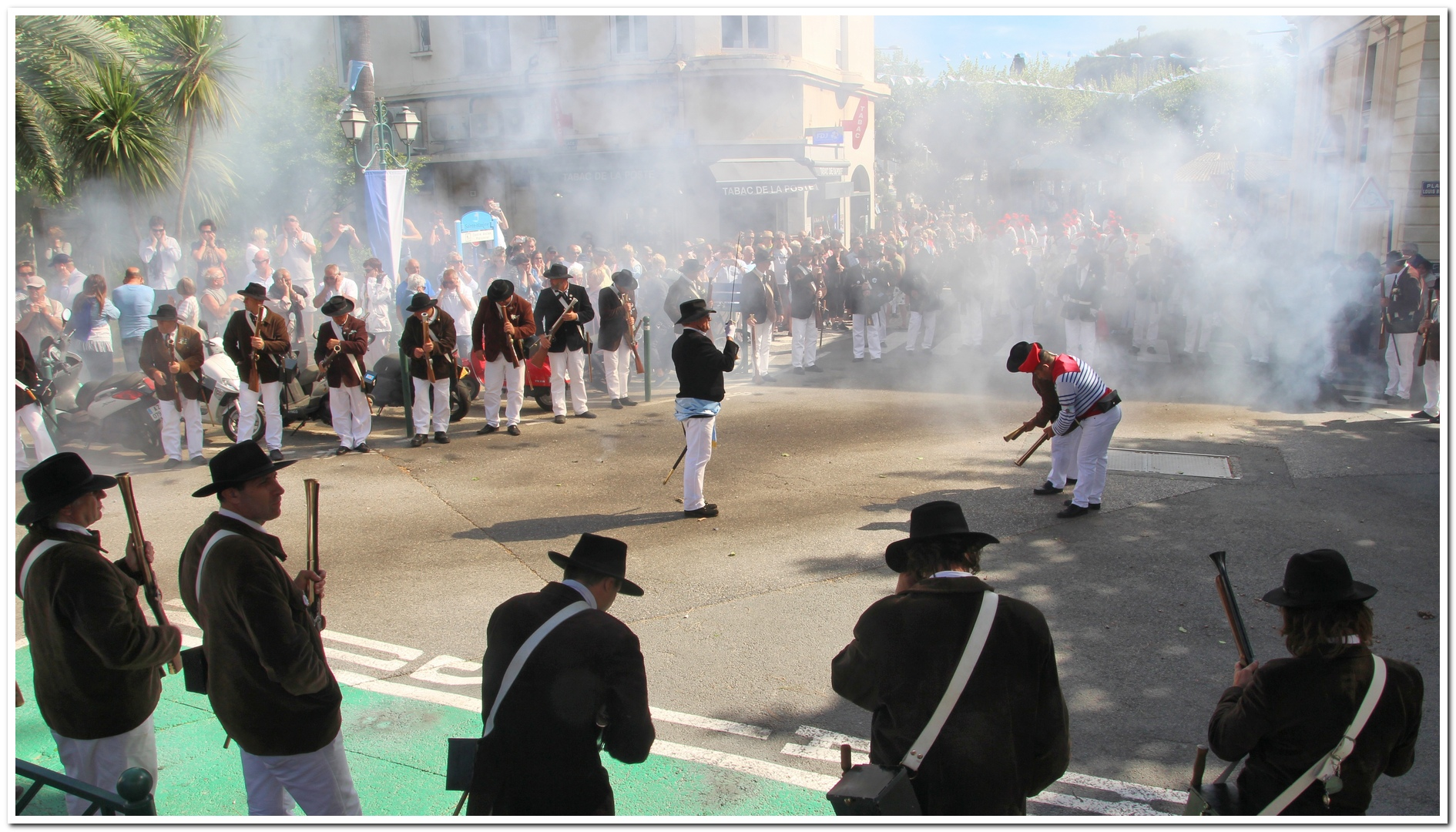
Bravade à Sainte Maxime - Var

La bravade est une fête patronale ou votive de villes et de villages, caractérisée par un jeu de combat rituel. 

## Origines
La bravade, francisation de l'occitan bravada, qui existe aussi sous la forme provençale « aquèirada », est un jeu rituel analogue aux lithobolies de la Grèce antique (fêtes ou jeux funéraires, avec jets de pierres pour écarter les puissances maléfiques).
En Provence, elle aurait pour origine antique l'habitude des Marseillais de faire protéger leurs processions et cérémonies publiques hors les murs par des soldats en armes. Au Moyen-Âge, les corps de bravade « Li Bravadaire » en provençal, sont chargés de protéger les processions et pèlerinages contre d'éventuels ennemis.

## Description et signification
Au fil du temps, et selon les lieux, la bravade se transforme en fêtes et jeux : luttes, courses, poursuites, simulacre de combats... C'est le combat à coups de pierre, de mottes de terre, de fruits, d'objets divers, ou le défilé avec jets de pétards, décharge de mousqueterie, jeunes gens costumés et armés de tromblons.
Sous l'égide d'un saint patron, un combat rituel peut opposer deux factions rivales, symbolisant deux options possibles (par exemple le temps sec et le temps pluvieux). Du déroulement et de l'issue du combat, on obtient un présage de l'année à venir. Le jeu rituel peut se faire aussi entre paroisses voisines, pour revigorer les hommes et rétablir l'harmonie de leur communauté. 
La confrontation peut devenir trop violente, causant mort d'homme, nécessitant l'intervention du  préfet. Ce fut le cas, durant le XIXe siècle, des traditions de combat entre jeunes gens d'Eyragues et de Saint-Rémy, qui se disputaient l'appartenance de la statue de Saint-Bonnet, déplacée pour être mise à l'abri d'une commune à l'autre, sous la Révolution.
De nombreuses villes (Sisteron, Castellane, Draguignan...) avaient un Corps de Bravade, commandé par un capitaine nommé pour un an, et qui avait tout pouvoir pour organiser la fête suivante.

## Liste de bravades
Les saints patrons les plus notables sont (ou étaient) Saint-Pancrace (Manosque), Saint-Jean (Aix), Saint-Sébastien (Gréoux les Bains), etc.
- En avril ou en mai très exactement le troisième week-end après Pâques : Fréjus en l'honneur de Saint François de Paule
- à Puyméras en l'honneur de Saint Georges (dimanche le plus proche du 23 avril)
- En mai : Sainte-Maxime, bravade de Saint-Tropez, Cogolin
- En juin : Varages
- En août : La Verdière, Puyméras fête votive, Herment